# Елемент (математика)
В математиці, елемент — об'єкт, який входить до деякої множини.

## Множини
Запис A = {1, 2, 3, 4 } означає, що елементами множини А є числа 1, 2, 3 та 4. Множина елементів, що складається з елементів множини А, наприклад {1, 2}, є підмножиною А.
Розглянемо інший приклад, В = {1, 2, {3, 4}}, цей запис не означає, що елементами множини В є числа 1, 2, 3 та 4. Він означає, що елементами множини В є числа 1, 2 та множина {3,4}, отже В складається з трьох елементів.
Елементами множини може бути будь-що. Наприклад, С = {Київ, Луцьк, Львів} (Елементами множини С є міста Київ, Луцьк та Львів)

## Позначення та термінологія
Запис {\displaystyle x\in A\,} означає, що х є елементом множини А . Еквівалентними є твердження " х належить А " та " х лежить в А " .
Вирази «включає в себе X» і «містить х» також використовується для позначення {\displaystyle x\in A\,} , однак деякі автори використовують їх для позначення замість " х є підмножиною ".
Якщо ж елемент х не належить деякій множині А то це позначається так : {\displaystyle x\notin A\,} .

## Потужність множин
Кількість елментів множини називають потужністю (кардинальним числом). Потужність множини (кардинальне число) позначається |A| (cardA). Наприклад, потужність деякої скінченної множини А = {1, 2, 3} позначається |A|=3 (cardA=3).
Потужність нескінченої множини називається трансфінітним
кардинальним числом, або просто трансфінітним числом.
Прикладом нескінченної множини є множина натуральних чисел (N = {1 , 2 , 3 , 4 ,…}). Кардинальне число даної множини — {\displaystyle \aleph _{0}} (читається : " алеф-нуль ").

## Приклади
Приклади використання позначень:
- 2 ∈ А ;
- 5 ∉ А ;
- {3,4} ∈ B ;
- Харків ∉ С ;
- Потужність D={1,3,5,7,12,31} дорівнює 6 (|D|=6);
- Кардинальне число E={2 , 4 , 6 , 8 , 10 , 12 , …} є трансфінітним ;